# تدمي المفصل
تدمي المفصل (تكتب بالإنجليزية الأمريكية: Hemarthrosis، وبالإنجليزية البريطانية: Haemarthrosis) هو نزيف يحدث داخل المفصل.

## أسبابه
يحدث تدمي المفصل عادة بعد إصابة، ولكنه يحدث بشكل أساسي في المرضى الذين يعانون من نزعة للنزف، كهؤلاء الذين يعالجون بعقار الوارفارين (وغيره من مضادات التخثر) ومرضى الناعور (الهيموفيليا).

## علاجه
قد يحدث تدمي المفصل تلقائياً وبلا إصابة تذكر في مرضى الناعور، ويتسبب تكرار حدوث هذا التدمي داخل المفصل في حدوث درجة كبيرة من العجز في هؤلاء المرضى نتيجة ما يسمى بالاعتلال المفصلي الناعوري المنشأ (بالإنجليزية: hemophilic arthropathy)‏، والذي يعالج باستئصال الغشاء الزليلي، واستبدال المفصل، وتحسين العلاج الطبي للوقاية من تكرار نوبات التدمي، رغم أنه من المختلف عليه ما إذا كان العلاج بعوامل التخثر يمنع تدمي المفصل بشكل فعال أم لا.

## المضاعفات
يرتبط ما يصل إلى ربع إصابات أربطة وكبسولة مفصل الركبة الشديدة التي تؤدي إلى حدوث تدمي في المفصل بإصابات غضروفية قد تتسبب في التهاب تنكسي مترقٍّ في المفصل.